# Albert Høeberg
Albert Alexander Høeberg, född den 26 april 1879 i Köpenhamn, död där den 21 juli 1949, var en dansk operasångare. Han var bror till Ernst och Georg Høeberg samt dotterson till H.C. Lumbye.
Høeberg utbildade sin stora mörkfärgade baryton hos Algot Lange och Julius Hey, debuterade 1904 på Kungliga teatern i Köpenhamn som Lucifer i Eugen d'Alberts "Kain" och var sedan dess anställd där samt blev 1917 kammarsångare. Bland hans roller märks Marsk Stig, Flygande holländaren, Telramund, Wolfram, Amonasro och Eugen Onegin. På film spelade han rollen som biskop i Carl Th. Dreyers Vredens dag från 1943.

## Utmärkelser
- Riddare av Dannebrogorden,  1922[2]
- Dannebrogsmännens hederstecken,  1929[2]

[Redigera Wikidata]